# Zasada d’Alemberta
Zasada d’Alemberta – sposób ogólnego sformułowania praw ruchu dla układu punktów materialnych, których ruch ograniczony jest więzami holonomicznymi dwustronnymi. Z zasady d’Alemberta można wyprowadzić równania Lagrange’a pierwszego rodzaju.
Zgodnie z zasadą d’Alemberta dla układu n punktów materialnych
„Praca zsumowanych sił zewnętrznych i sił bezwładności na drodze będącej przesunięciem wirtualnym, czyli praca wirtualna, jest równa zeru”.
Zasadę tę można zapisać wzorami
{\displaystyle \delta W=0,}
{\displaystyle \sum \limits _{i=1}^{n}\left({\vec {F}}_{i}+{\vec {F}}_{\mathrm {b} i}\right){\delta }{\vec {r}}_{i}=0,}
gdzie:
{\displaystyle {\vec {F}}_{i}} – siła działająca na {\displaystyle i}-ty element układu,
{\displaystyle {\vec {F}}_{\mathrm {b} i}=-m_{i}{\vec {a}}_{i}} – siła bezwładności działająca na {\displaystyle i}-ty element układu o masie {\displaystyle m_{i},}
{\displaystyle {\vec {a}}_{i}} – przyspieszenie {\displaystyle i}-tego elementu układu,
{\displaystyle \delta {\vec {r}}_{i}} – przesunięcie wirtualne {\displaystyle i}-tego elementu układu.
Sformułowana przez d’Alemberta, w postaci analitycznej zasada została zapisana przez Lagrange’a w Méchanique Analitique z roku 1788.
Więzy określone są przez {\displaystyle m} równań
{\displaystyle f_{j}\left(x,y,z,t\right)=0,}
gdzie {\displaystyle j=1,2,\dots ,m.} Dla każdego z tych równań współrzędne przesunięć wirtualnych muszą spełniać warunki
{\displaystyle \sum \limits _{i=1}^{n}\left({\frac {\partial f_{j}}{\partial x_{i}}}\delta x_{i}+{\frac {\partial f_{j}}{\partial y_{i}}}\delta y_{i}+{\frac {\partial f_{j}}{\partial z_{i}}}\delta z_{i}\right)=0.}
Zasada d’Alemberta może zostać uogólniona dla układów o więzach nieholonomicznych.

## Związek z II zasadą dynamiki Newtona
Zgodnie z II zasadą dynamiki Newtona wypadkowa siła działająca na każdy element układu powoduje jego przyspieszenie zgodnie z równaniem
{\displaystyle {\vec {F}}_{\mathrm {wi} }={\vec {a}}_{i}m_{i}.}
Siły wypadkowe można rozdzielić na siły reakcji więzów {\displaystyle F_{\mathrm {R} i}} i pozostałe działające siły {\displaystyle F_{i},} wówczas
{\displaystyle {\vec {F}}_{\mathrm {Ri} }+{\vec {F}}_{i}={\vec {a}}_{i}m_{i},}
stąd
{\displaystyle {\vec {F}}_{\mathrm {Ri} }+{\vec {F}}_{i}-{\vec {a}}_{i}m_{i}=0.}
Trzeci człon w tym równaniu może być również traktowany jak siła. Siłę tę d’Alembert nazwał siłą bezwładności. Praca wirtualna wszystkich tych sił na drodze stycznej do hiperpowierzchni, określonej przez równania więzów, a określonej w przestrzeni stanów, równa będzie
{\displaystyle \sum \limits _{i=1}^{n}\left({\vec {F}}_{\mathrm {Ri} }+{\vec {F}}_{i}-{\vec {a}}_{i}m_{i}\right)\delta {\vec {r}}_{i}=0,}
{\displaystyle \sum \limits _{i=1}^{n}{\vec {F}}_{\mathrm {Ri} }\delta {\vec {r}}_{i}+\sum \limits _{i=1}^{n}\left({\vec {F}}_{i}-{\vec {a}}_{i}m_{i}\right)\delta {\vec {r}}_{i}=0.}
Ale siły reakcji są zawsze prostopadłe do powierzchni więzów, dlatego praca wirtualna wykonywane przez te siły zeruje się
{\displaystyle \sum \limits _{i=1}^{n}{\vec {F}}_{\mathrm {Ri} }\delta {\vec {r}}_{i}=0,}
stąd wynika
{\displaystyle \sum \limits _{i=1}^{n}\left({\vec {F}}_{i}-{\vec {a}}_{i}m_{i}\right)\delta {\vec {r}}_{i}=0.}
Widać stąd, że w porównaniu z równaniami Newtona, zasada d’Alemberta ma tę przewagę, że pozwala wyeliminować z rozważań siły reakcji.